# Kieselkalk
Der Name Kieselkalk für eine lithostratigraphische Einheit der Alpen, später auch Helvetischer Kieselkalk, wurde 1867 von Franz Joseph Kaufmann in die stratigraphische Literatur eingeführt.
Er legte die Typlokalität an den Lopperberg, der zur Pilatuskette gehört. Wie Hanspeter Funk 1969 feststellte, ist dieses Profil ungeeignet, da die Untergrenze unter dem Seespiegel liegt und das Profil zudem durch die Autobahn stark verbaut ist. So definierte er ein neues Typusprofil am Nord-Pilatus.
Die Gesteine entstanden in der unteren Kreide (Hauterivium) und gehören zur Helvetischen Schichtfolge. Im Liegenden werden sie durch den Betliskalk oder den Diphyoideskalk begrenzt. Im Hangenden bilden die Drusbergschichten die Grenze.
Charakteristisch für den Kieselkalk sind oft eine „Mäuerchenbildung“, die schwammartige Anwitterung und die zahlreichen Fraßspuren. Bei der „Mäuerchenbildung“ handelt es sich um eine Wechsellagerung von 15–40 cm mächtigen, kieselsandkalkigen Horizonten, mit 2–10 cm dicken, dunkler anwitternden, mergeligen Kieselschiefern. Diese Lagen sind zum Teil knollig ausgebildet und weisen Cherteinlagerungen auf. Es scheint sich dabei nicht um eine Boudinage, sondern um selektive Lösungsprozesse während der Diagenese zu handeln. Nachträglich wurden die dunklen Mergelschiefer durch schwache tektonische Prozesse beeinflusst. Der Quarzgehalt des Kieselkalks beträgt 20–30 % und er wurde wegen seiner Härte als Bahnschotter verwendet.
Seine Mächtigkeit ist sehr variabel. In der Axen-Decke (Helvetikum) beträgt sie 70–120 m und erreicht mit über 700 m in der Drusbergdecke (Helvetikum) ein Maximum.